# Танго (провинция)
Провинция Танго (яп. 丹後国 Танго но Куни) — историческая провинция Японии, которую сегодня включает в себя северная часть префектуры Киото на берегу Японского моря. Танго соседствует с провинциями Тадзимой, Тамбой и Вакасой.

Карта исторических областей Японии(1868) — выделена область Танго

В разное время и Майдзуру, и Миядзу были столицами провинции.
В третий месяц шестого года эры Вадо (713), территория провинции Танго была административно отделена от провинции Тамба.